# Carlo Felice Malatesta de Roncofreddo
Carlo Felice Malatesta de Roncofreddo (Roma, 1569 - Roma, 1634) fou fill de Jaume Malatesta de Roncofreddo. Fou el segon marques de Roncofreddo i Montiano i comte de Montecodruzzo, de Ciola Araldi i de Coccorano, i comte de la meitat de Pondo, senyor de Gaggio, Villalta, Serra i Tornano. El 1600 va vendre la seva meitat del comtat del Pondo a Gian Francesco Aldobrandini, i el 1602 va vendre per 28.000 escuts el comtat de Montecodruzzo i el de Ciola Araldi al comte Antonio Ruini de Bolonya; el 1609 va vendre Serra i Tornano als germans Ludòvic i Francesc Bevilacqua.
Fou capità de l'exèrcit imperial a la guerra d'Hongria, capità de Venècia, general de l'exèrcit del Papa a Avinyó i al comtat Venaissi (1611-1629).
Va morir a Roma el 18 de novembre del 1634. Es va casar a Màntua el gener del 1593 amb Margherita Thiene. Va deixar dos fills: Leònida Malatesta de Roncofreddo i Medea (Casada amb Enea Bandi, i el 1621, en segones noces, amb el comte Malatesta IV Malatesta de Sogliano, morta el 1650)